# Musée régional d'Auvergne
Le musée régional d'Auvergne est un musée d'ethnologie situé à Riom, en Auvergne. Il est principalement consacré à l'ethnologie et l'ethnographie de l'Auvergne et de ses habitants mais accueille également des expositions et manifestations scientifiques centrées sur d'autres populations et ethnies.
Le musée est installé au sein d'un hôtel particulier dont la construction s'étale entre le XVe et le XVIIIe siècle et est à ce titre classé au sein des monuments historiques depuis 1928.

## Présentation
Les collections du musée présentent plus de quatre mille pièces tenant aussi bien du domaine de l'archéologie que de la vie du quotidien des auvergnats avant l'époque contemporaine mais également lors de cette dernière, abordant ainsi les enjeux actuels pour la population. Parmi les thématiques traitées figurent tout particulièrement l'agriculture, dont notamment la viticulture, longtemps importante en Basse-Auvergne., mais également les différentes formes d'artisanat passées et les éléments, y compris non-matériel, de la vie des siècles passés au sein de cette région.
Des pièces artistiques et archéologiques en lien avec ce passé sont également conservées. Certains œuvres d'artistes contemporaines sont également présentes au sein ce musée, notamment une installation de Jean-Paul Marcheschi.
La mise en place des collections du musée doit beaucoup aux contributions du muséologue Georges Henri Rivière.
En mars 2019 au moment où le musée fête ses cinquante ans, le groupe Wazoo y réalise pour ses vingt ans le tournage du clip du titre Notre ruban bleu de son futur album de 2019.